# Nikon FX
FX-формат фірми Nikon (англ. Nikon's FX-format) — формат світлочутливої матриці, що використовується в цифрових фотоапаратах Nikon. Розмір такого сенсору майже збігається з розміром кадру фотоплівки 135×35 мм, тобто має розміри 24×36 мм. 
Фотоапарати Nikon, що мають матрицю такого формату: Nikon D3, Nikon D700, Nikon D3X, Nikon D3S, Nikon D4, Nikon D800, Nikon D600, Nikon D610, Nikon Df, Nikon D4s, Nikon D810, Nikon D750, Nikon D5, Nikon D850, Nikon D780